# شصت و چهارمین دوره جوایز اسکار

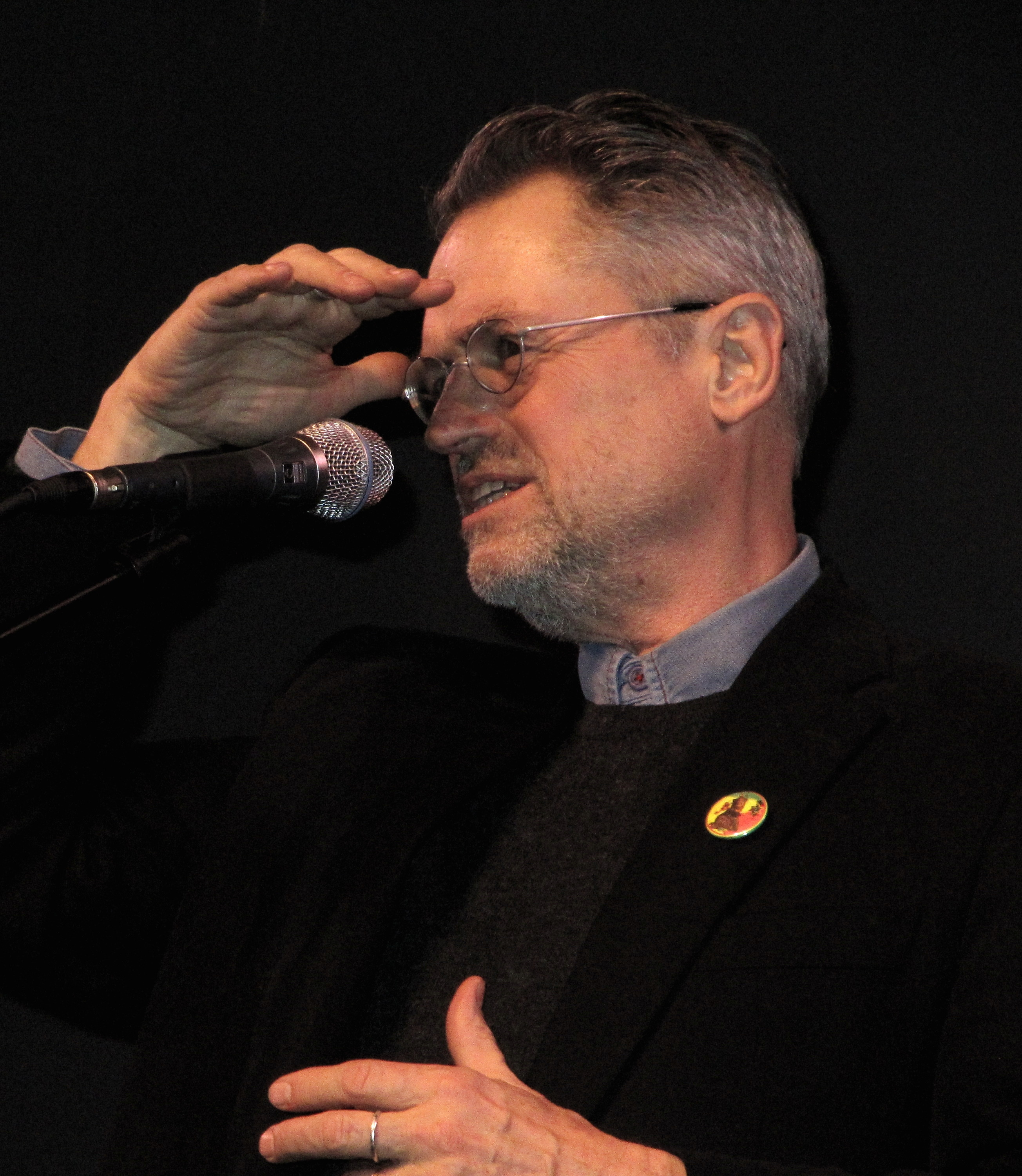

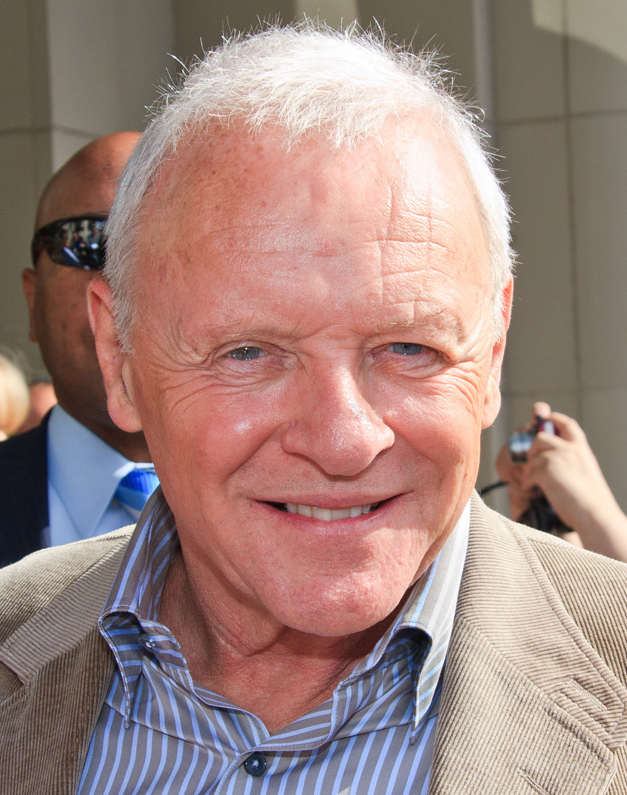

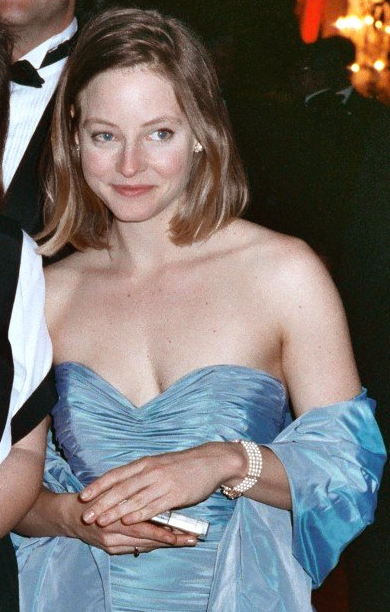

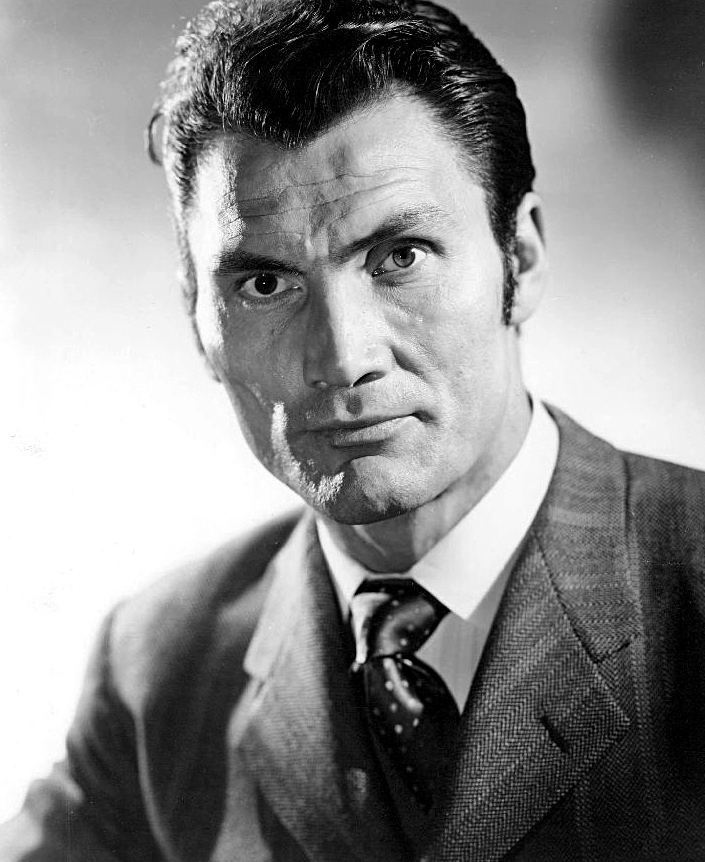

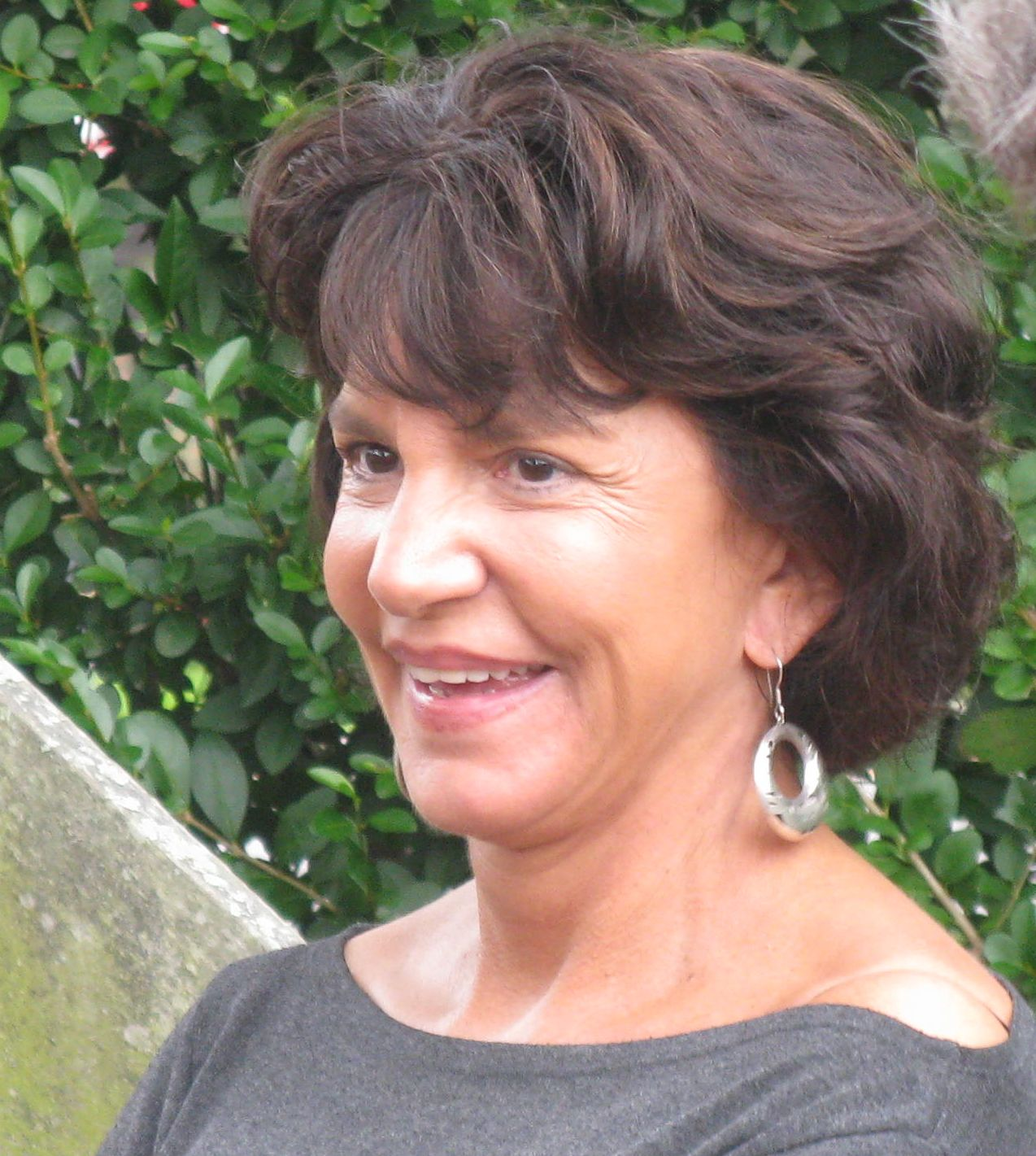

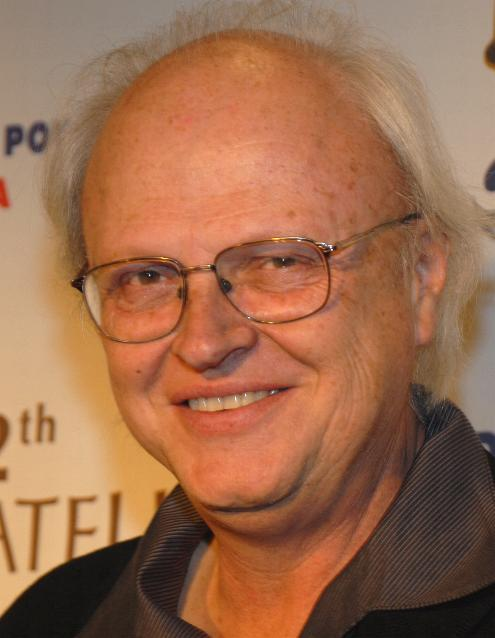

شصت و چهارمین دوره مراسم اعطای جوایز اسکار در تاریخ ۳۰ مارس ۱۹۹۲ در دوروتی چندلر پاویون لوس آنجلس برگزار شد. در این مراسم بهترین فیلم‌های سال ۱۹۹۱ جهان به انتخاب آکادمی علوم و هنرهای تصاویر متحرک جایزه گرفتند.
بیلی کریستال مجری این مراسم بود
نکته جالب در مورد این مراسم دریافت پنج اسکار برای فیلم سکوت بره ها بود که در پنج زمینه بهترین کارگردان ، بهترین بازیگر نقش اول مرد ، بهترین بازیگر نقش اول زن ، بهترین فیلم اقتباسی ، بهترین فیلم را گرفت و جزوی از پرافتخار ترین فیلم تاریخ سینمای هالیوود بدل شد.

## جوایز
| بهترین فیلم | بهترین کارگردانی |
| --- | --- |
| - سکوت بره‌ها - دیو و دلبر - باگزی - جی‌اف‌کی - شاهزاده جزر و مد | - جاناتان دمی – سکوت بره‌ها - بری لوینسون – باگزی - ریدلی اسکات – تلما و لوییز - جان سینگلتون – پسرا و محله - الیور استون – جی‌اف‌کی |
| بهترین بازیگر نقش اول مرد | بهترین بازیگر نقش اول زن |
| - آنتونی هاپکینز – سکوت بره‌ها - وارن بیتی – باگزی - رابرت دنیرو – تنگه وحشت - نیک نولتی – شاهزاده امواج - رابین ویلیامز – فیشر شاه | - جودی فاستر – سکوت بره‌ها - جینا دیویس – تلما و لوییز - لورا درن – رز پریشان - بت میدلر – برای پسران - سوزان ساراندون – تلما و لوییز |
| بهترین بازیگر نقش مکمل مرد | بهترین بازیگر نقش مکمل زن |
| - جک پالانس – حقه‌بازان شهر - تامی لی جونز – جی‌اف‌کی - هاروی کایتل – باگزی - بن کینگزلی – باگزی - مایکل لانر – بارتون فینک | - مرسدس روئل – فیشر شاه - دایان لاد – رز پریشان - جولیت لوئیس – تنگه وحشت - کیت نلیگان – شاهزاده جذر و مد - جسیکا تندی – گوجه‌فرنگی‌های سبز سرخ‌کننده |
| فیلم‌نامه اوریژینال | فیلم‌نامه اقتباسی |
| - تلما و لوییز – کالی کائوری - پسرا و محله – جان سینگلتون - باگزی – جیمز توباک - فیشر شاه – ریچارد لاگراونیس - گرند کنیون – لارنس کاسدان و مگ کاسدان | - سکوت بره‌ها – تد تالی from The Silence of the Lambs نوشته توماس هریس - اروپا اروپا – آنی یژکا هولند from I Was Hitler Youth Salomom نوشته Solomon Perel - گوجه فرنگی سبز سرخ شده – فنی فلگ و کارول سوبیسکی from Fried Green Tomatoes at the Whistle Stop Cafe نوشته فنی فلگ - جی‌اف‌کی – الیور استون و Zachary Sklar from Crossfire: The Plot That Killed Kennedy نوشته Jim Marrs و On the Trail of the Assassins by جیم گریسون - شاهزاده جزر و مد – پت کانروی و Becky Johnston from The Prince of Tides نوشته Pat Conroy |
| بهترین فیلم غیر انگلیسی‌زبان | بهترین مستند |
| - مدیترانه (فیلم) (Italy) in Italian – گابریله سالواتورس - کودکان طبیعت (فیلم) (Iceland) in ایسلندی – فریدریک ثور فریدریکسون - The Elementary School (Czechoslovakia) in چکی – یان اسویراک - The Ox (Sweden) in سوئدی – سون نیکویست - فانوس قرمز را برافزا (Hong Kong) in ماندارین – ژانگ ییمو | - در سایه ستاره‌ها – الی لایت و ایروینگ ساراف - Death on the Job – Vince DiPersio و William Guttentag - Doing Time: Life Inside the Big House – Alan Raymond و Susan Raymond - The Restless Conscience – Hava Kohav Beller - Wild by Law – Lawrence Hott و Diane Garey |
| بهترین مستند کوتاه | بهترین فیلم کوتاه زنده |
| - Deadly Deception: General Electric, Nuclear Weapons and Our Environment – Debra Chasnoff - A Little Vicious – Immy Humes - The Mark of the Maker – David McGowan - Birdnesters of Thailand – اریک والی و Alain Majani - Memorial: Letters from American Soldiers – Bill Couturié و Bernard Edelman | - Session Man – Seth Winston و Rob Fried - Birch Street Gym – Stephen Kessler و Thomas R. Conroy - Last Breeze of Summer – David M. Massey |
| بهترین انیمیشن کوتاه | بهترین موسیقی فیلم |
| - Manipulation – Daniel Greaves - Blackfly – Christopher Hinton - Strings – Wendy Tilby | - دیو و دلبر – آلن منکن - باگزی – انیو موریکونه - فیشر شاه – جرج فنتون - شاهزاده جزر و مد – جیمز نیوتن هاوارد - جی‌اف‌کی – جان ویلیامز |
| بهترین ترانه | بهترین تدوین صدا |
| - "انسانیت و حیوانیت" از دیو و دلبر – موسیقی توسط آلن منکن; Lyric by هاوارد اشمن - "Be Our Guest" از دیو و دلبر – موسیقی توسط آلن منکن; Lyric by هاوارد اشمن - "Belle" از دیو و دلبر – موسیقی توسط آلن منکن; Lyric by هاوارد اشمن - "When You’re Alone" از هوک – موسیقی توسط جان ویلیامز; Lyric by لسلی بریکوس - "(هرچیزی که انجام می‌دهم) برای تو انجام می‌دهم" از رابین هود: شاهزادهٔ دزدان – موسیقی توسط مایکل کامن; Lyric by برایان آدامز و Robert John Lange | - نابودگر ۲: روز داوری – گری رایدستورم و Gloria S. Borders - Backdraft – گری رایدستورم و ریچارد هیمنز - پیشتازان فضا ۶: کشور کشف‌نشده – George Watters II و F. Hudson Miller |
| بهترین میکس صدا | بهترین طراحی صحنه |
| - نابودگر ۲: روز داوری – Tom Johnson، گری رایدستورم، گری سامرز و Lee Orloff - Backdraft – گری سامرز، رندی تام، گری رایدستورم و Glenn Williams - جی‌اف‌کی – Michael Minkler, Gregg Landaker و Tod A. Maitland - دیو و دلبر – Terry Porter، مل متکالف، David J. Hudson و Doc Kane - سکوت بره‌ها – Tom Fleischman و Christopher Newman | - باگزی – Art Direction: دنیس گسنر; Set Decoration: نانسی هی - بارتون فینک – Art Direction: دنیس گسنر; Set Decoration: نانسی هی - فیشر شاه – Art Direction: Mel Bourne; Set Decoration: Cindy Carr - هوک – Art Direction: Norman Garwood; Set Decoration: Garrett Lewis - شاهزاده جزر و مد – Art Direction: Paul Sylbert; Set Decoration: Caryl Heller |
| بهترین فیلمبرداری | بهترین گریم و آرایش مو |
| - جی‌اف‌کی – رابرت ریچاردسون - نابودگر ۲: روز داوری – Adam Greenberg - تلما و لوییز – آدریان بیدل - باگزی – آلن داویا - شاهزاده جزر و مد – استیون گولدبلات | - نابودگر ۲: روز داوری – استن وینستون و Jeff Dawn - هوک – Christina Smith, Monty Westmore و گرگ کینم - پیشتازان فضا ۶: کشور کشف‌نشده – Michael M. Mills, Edward French, and Richard Snell |
| بهترین طراحی لباس | بهترین تدوین فیلم |
| - باگزی – آلبرت وولسکی - هوک – آنتونتی پاول - مادام بوواری – Corinne Jorry - بارتون فینک – Richard Hornung - خانواده آدامز – Ruth Myers | - جی‌اف‌کی – پیترو اسکالیا و جو هاتشینگ - نابودگر ۲: روز داوری – کانرد باف چهارم، مارک گلدبلت و ریچارد ای. هریس - سکوت بره‌ها – Craig McKay - The Commitments – جری همبلینگ - تلما و لوییز – تام نابل |
| | بهترین جلوه‌های ویژه |
| | - نابودگر ۲: روز داوری – Dennis Muren، استن وینستون، Gene Warren Jr. and Robert Skotak - هوک – Eric Brevig, Harley Jessup, Mark Sullivan و Michael Lantieri - Backdraft – Mikael Salomon, Allen Hall, Clay Pinney و Scott Farrar |